# Ministérios Batistas Canadenses
Os Ministérios Batistas Canadenses (em inglês:   Canadian Baptist Ministries) são uma associação cristã evangélica de Igrejas batistas em Canadá. Ela é afiliada à Aliança Batista Mundial. A sede está localizada em Mississauga.

## História
O nome tem suas origens em uma missão americana estabelecida em Sackville (New Brunswick) em 1763.  Em 1874, a Canadian Baptist Foreign Missionary Society foi fundada em Ontário. Em 1911, tornou-se o "Conselho de Missões Estrangeiras Batistas Canadenses". Foi renomeado para "Ministérios Batistas Internacionais Canadenses".
Em 1944, a Federação Batista do Canadá foi fundada em Saint John (Novo Brunswick) com a Convenção Batista de Ontário e Quebec, a União Batista do Canadá Ocidental e a Convenção Batista Unida dos Marítimos (agora "Batistas canadenses do Canadá Atlântico"). Em 1947, a Convenção Batista de Ontário e Quebec autorizou a ordenação de mulheres pastoras e Muriel Spurgeon Carder foi a primeira mulher ordenada. Na Convenção Batista Unida das Províncias Atlânticas, Josephine Moore foi a primeira em 1954. Na União Batista do Oeste do Canadá, Mae Benedict foi a primeira em 1959. A Federação deu as boas-vindas à União das Igrejas Batistas Francesas no Canadá (agora "União das Igrejas Batistas Francófonas do Canadá") em 1970. A Federação foi renomeada para Federação Batista Canadense em 1982. Em 1995, a "Federação Batista Canadense" se fundiu com os "Ministérios Batistas Canadenses Internacionais" para formar os Ministérios Batistas Canadenses. De acordo com um censo da associação, em 2023 ela disse que tinha 971 igrejas e 81,685 membros.

## Estrutura
É formada por 4 uniões regionais de igrejas: Batistas Canadenses de Ontário e Quebec, Batistas Canadenses do Canadá Ocidental, Batistas Canadenses do Canadá Atlântico e a União das Igrejas Batistas Francófonas do Canadá.

## Escolas

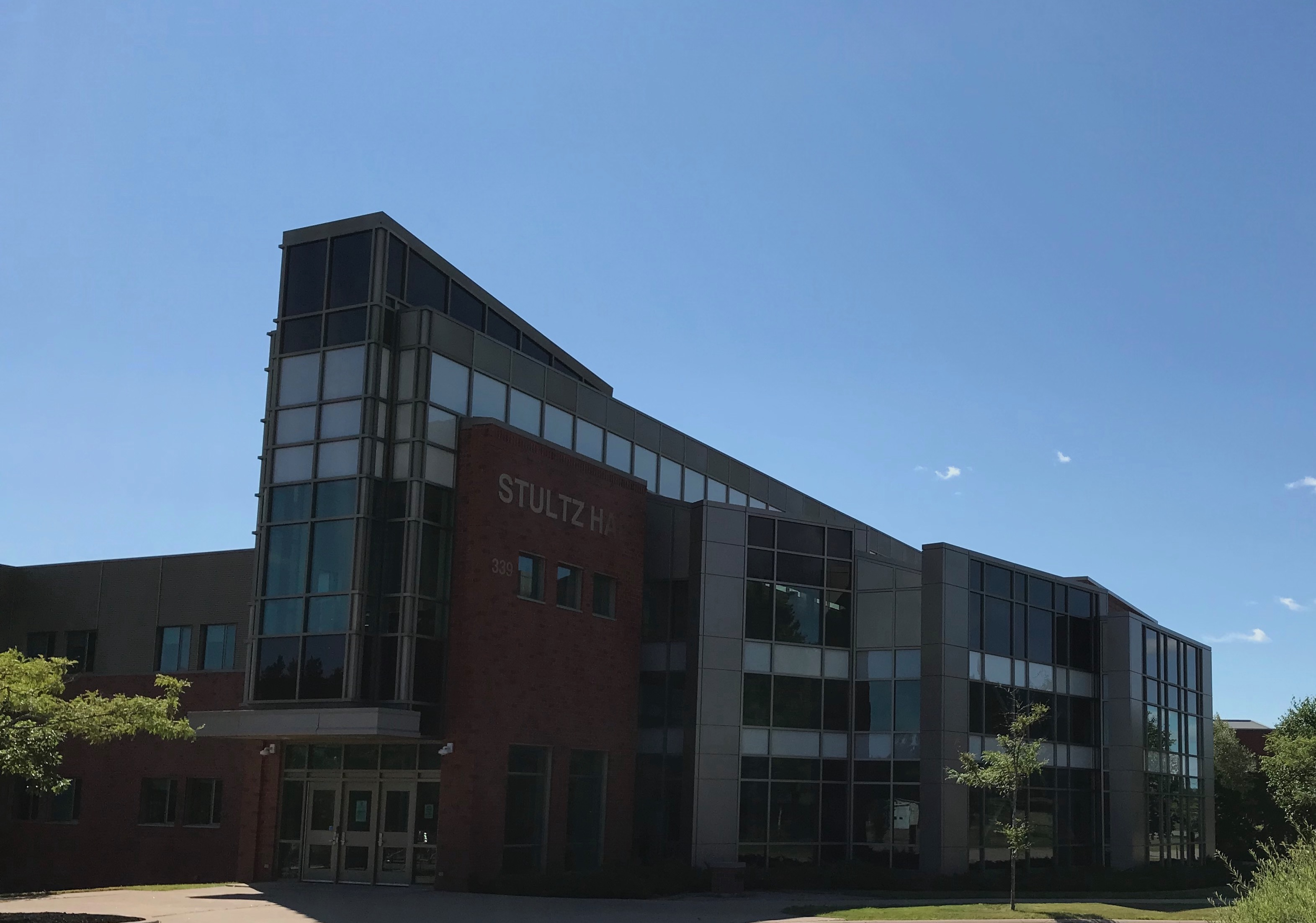
Stultz Hall, Universidade Crandall em Moncton.

As convenções regionais da convenção participaram da fundação de várias universidades que se tornaram públicas. Houve a fundação da Universidade Acadia pelos Canadian Baptists of Atlantic Canada em 1838, a fundação da Universidade McMaster pelos Canadian Baptists of Ontario and Quebec em 1881 e Universidade de Brandon pelos Canadian Baptists of Western Canada em 1890.
A associação tem várias escolas bíblicas afiliadas e uma universidade parceira, Universidade Crandall.